# La parodia nacional
La parodia nacional fue un concurso televisivo español producido por Gestmusic y emitido por Antena 3 entre 1996 y 1999 en el que los participantes adaptaban letras de canciones para parodiar elementos de la actualidad. Dichas canciones eran interpretadas por cantantes del programa.

## Orígenes
El grupo La Trinca, por entonces directores de la productora Gestmusic, idearon un programa para Antena 3 consistente en una gala musical, en la que los concursantes compondrían una letra, basándose en canciones populares, para tratar temas sobre la actualidad de la época, tanto política como social. La primera gala se emitió el 22 de marzo de 1996 y fue presentada por Javier Sardá.
Posteriormente Antena 3 decidió darle continuidad en verano al programa, pasando a tener una periodicidad semanal y a ser presentado por Constantino Romero, que a su vez se convertiría en el presentador habitual del programa. El éxito del programa logró que el programa se mantuviera, y se hicieron cambios en la cuantía de premios o en el escenario, que logró una mayor capacidad. Cada semana, aparte de los concursantes habituales estaba la figura de "Azafato o azafata por un día" quien presentaba a los concursantes y las parodias que participaban con la frase "Canción... letrista... y canta...". A partir de 1998, esa figura desapareció y en su lugar Constantino iría acompañado de una presentadora, Paula Vázquez. Cuando ésta se marchó a Telecinco para presentar el concurso cultural El juego del euromillón, fue sustituida por Alicia Ramírez, que se mantuvo hasta el final del programa.
Durante 3 años el programa logró ser uno de los programas de mayor audiencia de la televisión española, hasta que finalmente Antena 3 decidió retirarlo de la parrilla en 1999, emitiéndose el último programa el 17 de marzo de ese año.

## Funcionamiento del programa
El concursante debía componer una letra que adaptara una canción popular a la actualidad nacional e internacional. Dicha letra era interpretada por los cantantes en plantilla del programa, y se realizaba una actuación en tono satírico en torno al tema a tratar (por ejemplo, con la música de La Macarena una canción sobre Bill Clinton). En cada programa participaban hasta 6 compositores con sendas canciones. Cada actuación venía precedida por un video en clave de humor, normalmente con reporteros abordando a la gente de la calle con preguntas sobre el tema.
La actuación contaba con una orquesta con música en directo, y una puesta en escena relacionada con el tema. El tema lo interpretaban cantantes en plantilla de la productora, la mayoría salientes del programa Lluvia de estrellas, y conocidos por un pseudónimo, normalmente un nombre con toque cómico. Estos eran Loli Panoli (Elena Valenzuela), Curro Candelas (Manuel Acedo), Tony las Vegas (Alfonso Aibar), Vanessa Puñales (Gloria Mª Sánchez), Moncho Marlboro (Quim Bernat), Estrellita la moderna (Mariadela Merchán), Tina Turmix (Roser Pujol), Rocky Tornado (Jordi Xena), Las Miranda (Laura y Patricia Ugarte) o Rita Dinamita (Flora Álvarez) entre otros cantantes.
El jurado y público asistente al plató debía votar por la mejor canción de cada programa y se otorgaban un galardón que consistía en una lámpara de oro para el ganador, de plata para el segundo clasificado y de bronce para el tercer clasificado, así mismo esos tres primeros clasificados recibirán un premio en metálico cuya cantidad era de medio millón, doscientas cincuenta mil y cien mil pesetas respectivamente.

## Corazón, corazón
Tras haberse realizado todas las actuaciones que entraban en concurso de cada programa, mientras se deliberaba al ganador, el programa realizaba la sección "Corazón, corazón". En esa sección varios bailarines del programa vestidos con trajes elegantes, gafas de sol y con revistas del corazón en las manos cantaban el estribillo "Corazón, corazón, corazón pinturero. Que pedazo de artistas hay en las revistas de mi peluquero". Entre estribillo y estribillo una de las mujeres que ha actuado en el programa (Loli Panoli, Vanesa Puñales, Estrellita la moderna entre otras) cantaban dando una noticia acerca del mundo del corazón. En un principio eran tres las mujeres que actuaban en esa sección. Solían ataviarse con una peluca rubia y un mismo vestido de flores. A partir de enero de 1997 se ampliaron a cuatro las cantantes que participaban en la sección y pasaron a ir vestidas cada una de un vestido de color diferente, pero conservando las pelucas rubias.

## Repercusión
El programa fue uno de los de mayor éxito de Antena 3 y de la productora Gestmusic, que ha exportado la fórmula a otros países como México o Portugal. La edición más seguida fue la de 1996, que con un 33,9% de cuota de pantalla logró ser el segundo programa más visto del verano, solo por detrás de Grand Prix con un 36.6% de cuota de pantalla. A su retirada en 1999 se mantuvo un 20% de cuota de pantalla aproximado.
Antena 3 retomó el programa en 2001 para hacer especiales cada 3 meses a la entrada de cada estación, y que alargaba el programa hasta a 9 canciones por edición. Sin embargo, el programa no logró esta vez la audiencia esperada y fue retirado.

## Premios
- TP de Oro a mejor concurso de 1996.
- Rosa de Plata del Festival Internacional de Televisión de Montreaux en 1997.
- Premio Ondas a mejor programa de entretenimiento de TV en 1998.